# Işıklar (Kızıltepe)
Işıklar (türkisch für Lichter), (kurd. İbrahimiye oder Birahîmiyê) ist ein ursprünglich von assyrischen Christen besiedeltes Dorf im Landkreis Kızıltepe der türkischen Provinz Mardin. Işıklar liegt in Südostanatolien auf 465 m über dem Meeresspiegel, ca. 4 km westlich von Kızıltepe.
Der ursprüngliche Name der Ortschaft lautet İbrahimiye. Dieser Name ist beim Grundbuchamt registriert.
1985 lebten 559 Menschen in Işıklar. 2009 hatte die Ortschaft 814 Einwohner. Der Weiler Kahramanlar gehört verwaltungstechnisch zu Işıklar.